# Yarlside Iron Mines Tramway

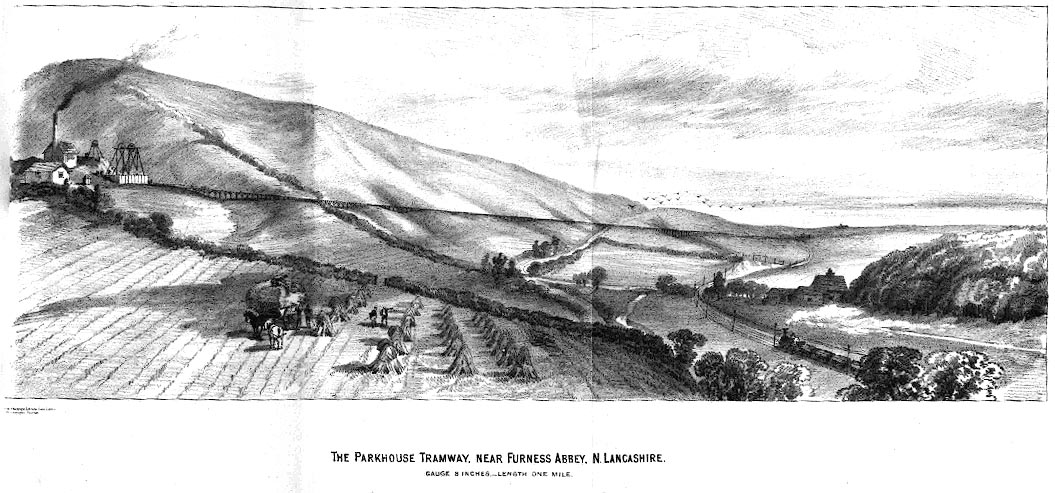
Parkhouse Mineral Railway bei Furness Abbey, North Lancashire. Spurweite: 8 Zoll (203 mm), Länge: 1 Meile (1,6 km).

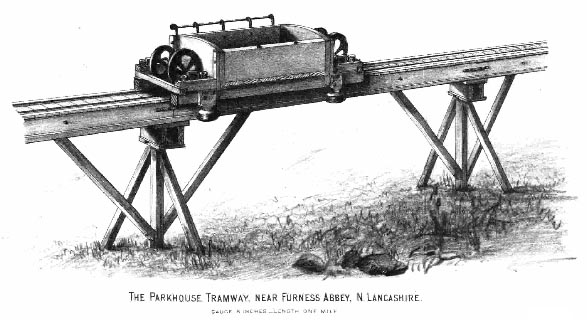
Lore der Parkhouse Mineral Railway.

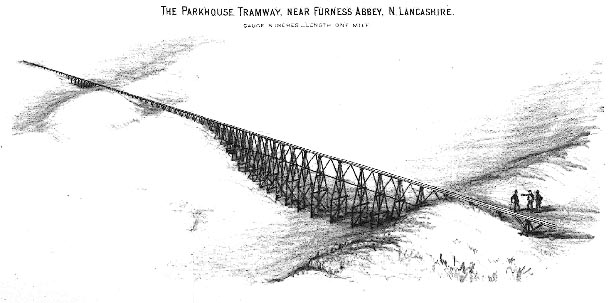
Trestle-Brücke der Parkhouse Mineral Railway.

Die Yarlside Iron Mines Tramway oder Parkhouse Mineral Railway war eine 1,6 km lange Einschienenbahn von den Parkhouse Haematite Ore Mines zum Bahnhof Roose an der Furness Railway, in North Lancashire. Sie hatte eine Spurweite von 8 Zoll (203 mm) und basierte auf einem von John Barraclough Fell erfundenen und patentierten Einschienenbahnsystem.

## Geschichte

### Yarlside Iron Mines Tramway
John B. Fell konstruierte und errichtete 1868 die ursprüngliche Yarlside Iron Mines Tramway als eine von Pferden gezogene Einschienenbahn von den Yarlside Iron Mines zu einem Abstellgleis der Furness Railway.

### Parkhouse Tramway
Zwei Jahre später, 1870, ersetzte John B. Fell die Bahn durch eine andere von ihm patentierte Kombination aus Einschienenbahn und Schmalspurbahn, die wegen der westlich der Steinbrüche gelegenen Parkhouse Farm meist Parkhouse Tramway genannt wird. Diese hatte eine Spurweite von 8 Zoll (203 mm) und durch die vor und hinter dem Wagenkasten angebrachten Achsen einen sehr niedrigen Schwerpunkt. Sie hatte seitlich angebrachte Stützrollen, die die Loren auf einem aus zwei Längsbalken bestehenden Mittelträger stabilisierten. Sie wurde von einer Winde über endlose Stahlseile angetrieben. Sie konnte bis zu 100.000 t Eisenerz pro Jahr transportieren. Die Loren hatten jeweils ein Fassungsvermögen von 1 t Eisenerz und es gab auch kleine Personenwagen für jeweils acht Fahrgäste, die diese gleichmäßig und sicher mit einer Geschwindigkeit von 15–20 Meilen pro Stunde (30–50 km/h) transportieren konnten.
Eine der wichtigsten Alleinstellungsmerkmale dieses patentierten Einschienenbahnsystems waren die hölzernen Trestle-Brücken, mit denen Senken und Täler überwunden werden konnten, anstatt Einschnitte und Bahndämme anzulegen. Dennoch wurde die Bahn bereits 1873 in eine gewöhnliche Normalspurbahn umgewandelt.